# Starstruck (banda sonora)
La banda sonora fue lanzada el 9 de febrero de 2010 La banda sonora alcanzó el puesto número 23 en los EE. UU.Billboard 200.

## Sencillos

### Starstruck
"Starstruck" Fue el primer sencillo de la banda sonora. interpretado por Sterling Knight. Es la primera pista de la banda sonora y la longitud de la canción es de dos minutos y cincuenta siete.

#### Track listings
- Descarga Digital

1. Starstruck — 2:33

#### Gráficos
| Gráficos (2011)                | Pico Posición |
| ------------------------------ | ------------- |
| US Billboard Hot 100           | 77            |
| US Billboard Hot Digital Songs | 43            |
| US Billboard Top Heatseekers   | 3             |

### Party Up
"Party Up" fue el segundo sencillo de la banda sonora.interpretado por Stubby. Es la sexta pista de la banda sonora y la longitud de la canción es de tres minutos y dieciséis segundos.

#### Track listings
- Descarga Digital

1. Party Up — 3:16

#### Tabla de posiciones
| Listas (2011)                               | Máxima Posición |
| ------------------------------------------- | --------------- |
| US Billboard Bubbling Under Hot 100 Singles | 23              |
| US Billboard Top Heatseekers                | 20              |

## Listado de la pista
| [ 1 ] |                                                                  |          |  |
| N.º   | Título                                                           | Duración |  |
| 1.    | «Starstruck» (Sterling Knight)                                   | 2:57     |  |
| 2.    | «Shades» (Drew Ryan Scott featuring Stubby)                      | 3:03     |  |
| 3.    | «Hero» (Drew Ryan Scott)                                         | 3:17     |  |
| 4.    | «Something About the Sunshine» (Drew Ryan Scott & Anna Margaret) | 3:07     |  |
| 5.    | «What You Mean to Me» (Drew Ryan Scott)                          | 4:17     |  |
| 6.    | «Party Up» (Brandon Mychal Smith)                                | 3:16     |  |
| 7.    | «Got to Believe» (Drew Ryan Scott)                               | 3:20     |  |
| 8.    | «Hero (Acoustic)» (Drew Ryan Scott)                              | 2:33     |  |
| 9.    | «Something About the Sunshine (Solo)» (Anna Margaret)            | 3:06     |  |
| 10.   | «New Boyfriend» (Anna Margaret)                                  | 3:05     |  |
| 11.   | «Welcome to Hollywood» (Mitchel Musso)                           | 2:29     |  |
| 12.   | «Make a Movie» (Jasmine Sagginario)                              | 3:10     |  |